# Helen Hunt
Pour les articles homonymes, voir Hunt.
Helen Hunt est une actrice, productrice, scénariste et réalisatrice américaine, née le 15 juin 1963 à Culver City.
Elle se fait connaître grâce au rôle de Jamie Buckman dans la sitcom Dingue de toi (1992-1999). Sa performance lui vaut quatre Emmys Awards de la meilleure actrice, durant quatre années consécutives (1996-1999).
Au cinéma, elle confirme avec des comédies populaires : Pour le pire et pour le meilleur (1997), Docteur T et les Femmes (2000) et Ce que veulent les femmes (2000).
Elle remporte l'Oscar de la meilleure actrice, en 1998, pour le drame Pour le pire et pour le meilleur et reçoit une seconde nomination, en 2012, pour le drame indépendant The Sessions.

## Biographie

### Jeunesse et formations
Helen Elizabeth Hunt naît le 15 juin 1963 à Culver City, en Californie. Son père, Gordon Hunt, est producteur et professeur d'art dramatique et sa mère, Jane Hunt, une photographe. Son oncle, Peter H. Hunt, est réalisateur. Sa grand-mère maternelle, Dorothy Fries, est une entraîneuse de voix. Sa grand-mère paternelle est de famille juive-allemande, et ses autres grands-parents sont d'origine anglaise — son grand-père maternel est né en Angleterre, d'une appartenance religieuse méthodiste,,,.
À 3 ans, sa famille aménage à New York, où son père dirige les pièces de théâtre auxquelles Helen Hunt, enfant, assiste plusieurs fois par semaine.
Elle étudie le ballet, et ne reste pas longtemps à l'université de Californie à Los Angeles,,.

### Carrière

#### Débuts
Helen Hunt commence sa carrière d'actrice dans les années 1970. En 1973, à 9 ans, elle est aux côtés de Joanna Pettet et William Shatner dans le téléfilm western Pioneer Woman de Buzz Kulik. Après plusieurs rôles dans des séries télévisées, comme Les Robinsons suisses, elle débute au cinéma en 1977. Elle joue la fille de l'inspecteur Harry Calder qui contrôle le bon fonctionnement des manèges dans des parcs d'attractions dans Le Toboggan de la mort, un film américain réalisé par James Goldstone.

#### Révélation critique et commerciale (années 1990)

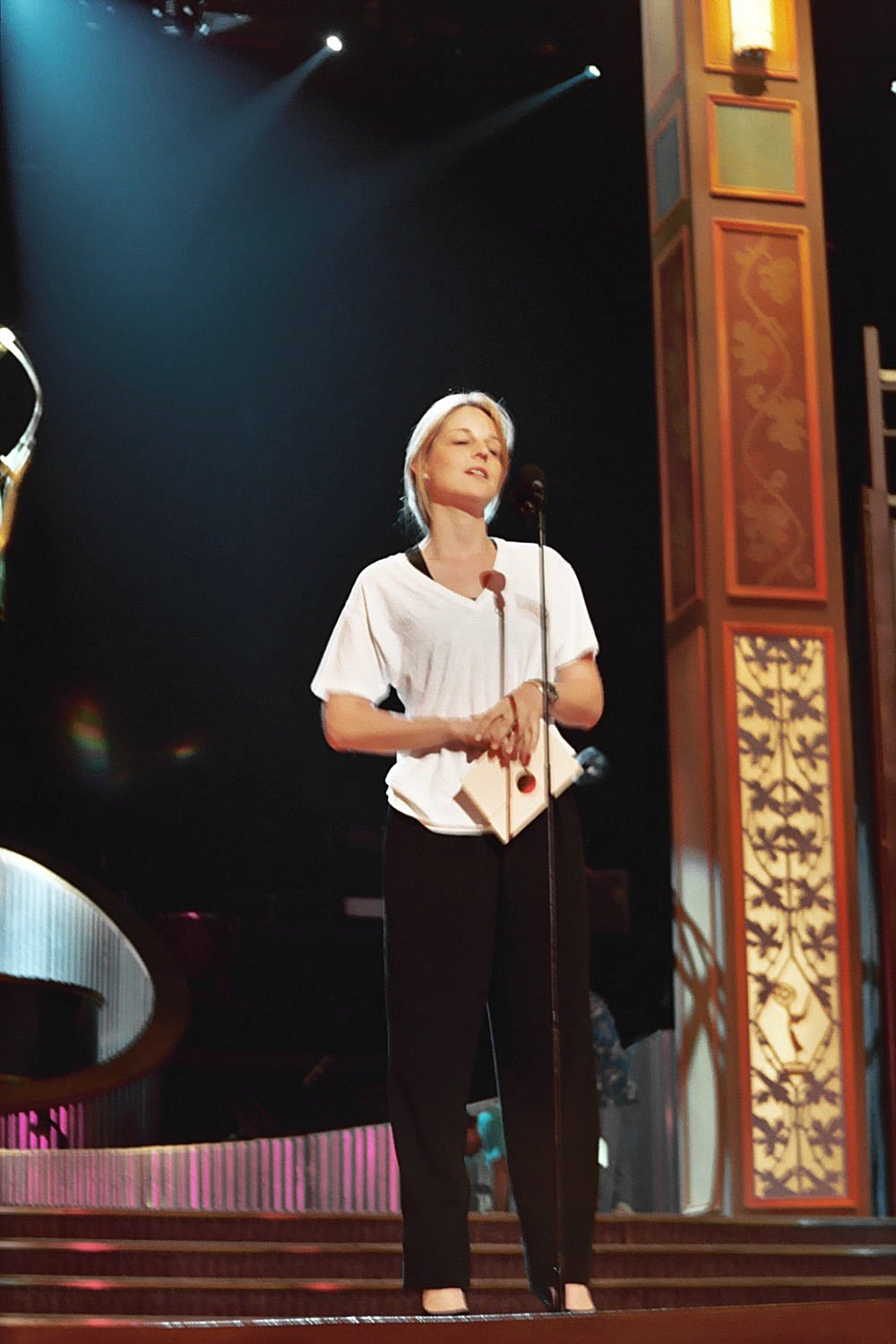
L'actrice, en septembre 1994, pour la répétition des Emmy Awards.

En 1992, elle joue Jamie Stemple-Buchman dans la série Dingue de toi (Mad About You), aux côtés de Paul Reiser dans le rôle de son mari. Ce dernier est le créateur de la sitcom qui, malgré des débuts difficiles, connaît un immense succès aux États-Unis, et ce qui fait démarrer la carrière de Helen Hunt : elle décroche quatre Emmy de la meilleure actrice dans une série comique sur sept nominations, ainsi que trois Golden Globe de la meilleure actrice dans une série comique sur six nominations. La série dure jusqu'en 1999. En mars 2019, Charter Communications commande un revival de la série, exclusif à ses abonnés du service Spectrum TV. Paul Reiser et Helen Hunt reprennent leur rôle respectif.
En 1996, elle incarne Dr Jo Harding, une femme à la tête d'une équipe de météorologues, dans le blockbuster Twister de Jan de Bont.
En 1997, James L. Brooks présente son long métrage Pour le pire et pour le meilleur (As Good as It Gets), où elle tient le rôle de Carol Connelly, la serveuse dans un restaurant et mère d'un petit garçon gravement malade, face à Jack Nicholson. Le film est bien reçu par les critiques, et, l'année suivante, l'actrice remporte le Golden Globe de la meilleure actrice dans un film musical ou une comédie, ainsi que l'Oscar de la meilleure actrice, alors que la favorite était Kate Winslet pour Titanic.

#### Confirmation au cinéma (2000-2006)
En 2000, Helen Hunt est ainsi à l'affiche de quatre longs métrages Docteur T et les Femmes (Dr. T and the Women) de Robert Altman, où elle est la jeune professeur dont s'amourache le docteur Travis — incarné par Richard Gere, Ce que veulent les femmes (What Women Want) de Nancy Meyers, elle joue Darcy McGuire, la nouvelle supérieure hiérarchique d'un séducteur invétéré — incarné par Mel Gibson, Un monde meilleur (Pay It Forward) de Mimi Leder, aux côtés de Kevin Spacey et du jeune Haley Joel Osment, et Seul au monde (Cast Away) de Robert Zemeckis, où elle tient le rôle de la femme du héros — incarné par Tom Hanks.
En 2001, elle fait partie de la distribution de la comédie Le Sortilège du scorpion de jade, écrite et réalisée par Woody Allen.
En 2004, elle tient le premier rôle d'un film en costumes, La Séductrice, pour lequel elle est secondée de la valeur montante Scarlett Johansson.
En 2005, elle évolue aux côtés de Philip Seymour Hoffman et Ed Harris dans la prestigieuse mini-série historique Empire Falls.
En 2006, elle fait partie de la large distribution réunie par Emilio Estevez pour son drame historique Bobby.

#### Passage à la réalisation et cinéma indépendant (2007-2012)
Parallèlement, Helen Hunt tourne elle-même son premier film en tant que réalisatrice, et dont elle tient aussi le premier rôle, une comédie dramatique indépendante intitulée Une histoire de famille (Then She Found Me), sortie en 2007. Elle s'était déjà essayée au métier, dans les années 1990, en mettant en scène plusieurs épisodes de Dingue de toi. Elle continue à réaliser des épisodes de quelques séries télévisées.
En 2009, elle, qui s'éloigne des gros studios et des grands cinéastes pour tourner dans des films indépendants, partage l'affiche du drame indépendant Every Day (en), écrit et réalisé par Richard Levine, avec Liev Schreiber et Carla Gugino.
En 2011, avec Dennis Quaid, elle joue dans Soul Surfer, écrit et réalisé par Sean McNamara, dans les rôles de parents d'une jeune surfeuse ayant perdu son bras gauche à la suite d'une attaque de requin.

#### Regain critique et retour à la télévision (depuis 2012)

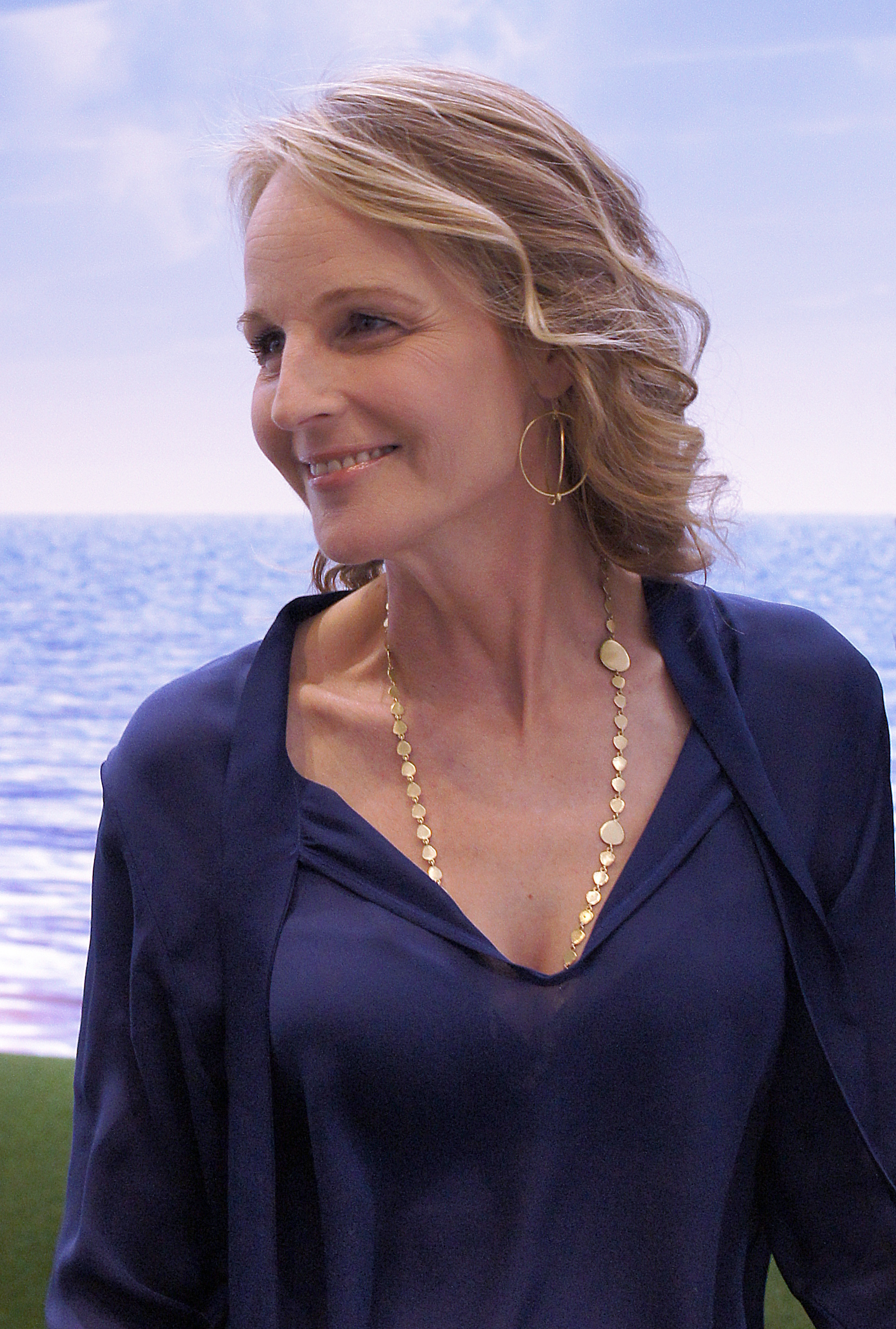
L'actrice en Allemagne, en février 2015.

En 2012, Helen Hunt revient au premier plan avec le drame indépendant The Sessions, écrit et réalisé par Ben Lewin. Sa performance dans le rôle d'une femme nouant une relation intime avec un homme paralysé, lui vaut une nomination à l'Oscar de la meilleure actrice dans un second rôle en 2013.
En 2013, elle défend une autre histoire vraie avec Decoding Annie Parker : celle d'une médecin tentant de trouver un remède au cancer du sein. Le film passe cette fois inaperçu.
En 2014, en tant que réalisatrice, elle présente son deuxième film, comédie dramatique indépendante, Ride, dont elle écrit aussi le scénario de cette histoire d'une femme qui traverse la Californie pour retrouver son fils qui a arrêté ses études pour devenir surfeur.
En 2017, elle accepte un rôle régulier dans une nouvelle série télévisée Shots Fired, portée par l'actrice Sanaa Lathan. La série ne dépasse pas 10 épisodes. La même année, elle est attendue dans le film en noir et blanc I Love You, Daddy, écrit et réalisé par Louis C.K..
En 2018, elle retrouve le scénariste-réalisateur Sean McNamara pour The Miracle Season, une autre histoire vraie, celle d'une jeune joueuse de volleyball. La même année, elle est au casting du film Candy Jar de Chad Klitzman sur la plateforme Netflix.

### Vie privée
En juillet 1999, Helen Hunt se marie à l'acteur Hank Azaria. En décembre 2000, ils divorcent.
En 2001, elle rencontre Matthew Carnahan (en), avec qui elle a une fille, Makena'lei Gordon Carnahan (née en 2004). En août 2017, ils se séparent.

## Filmographie

### En tant qu'actrice

#### Cinéma

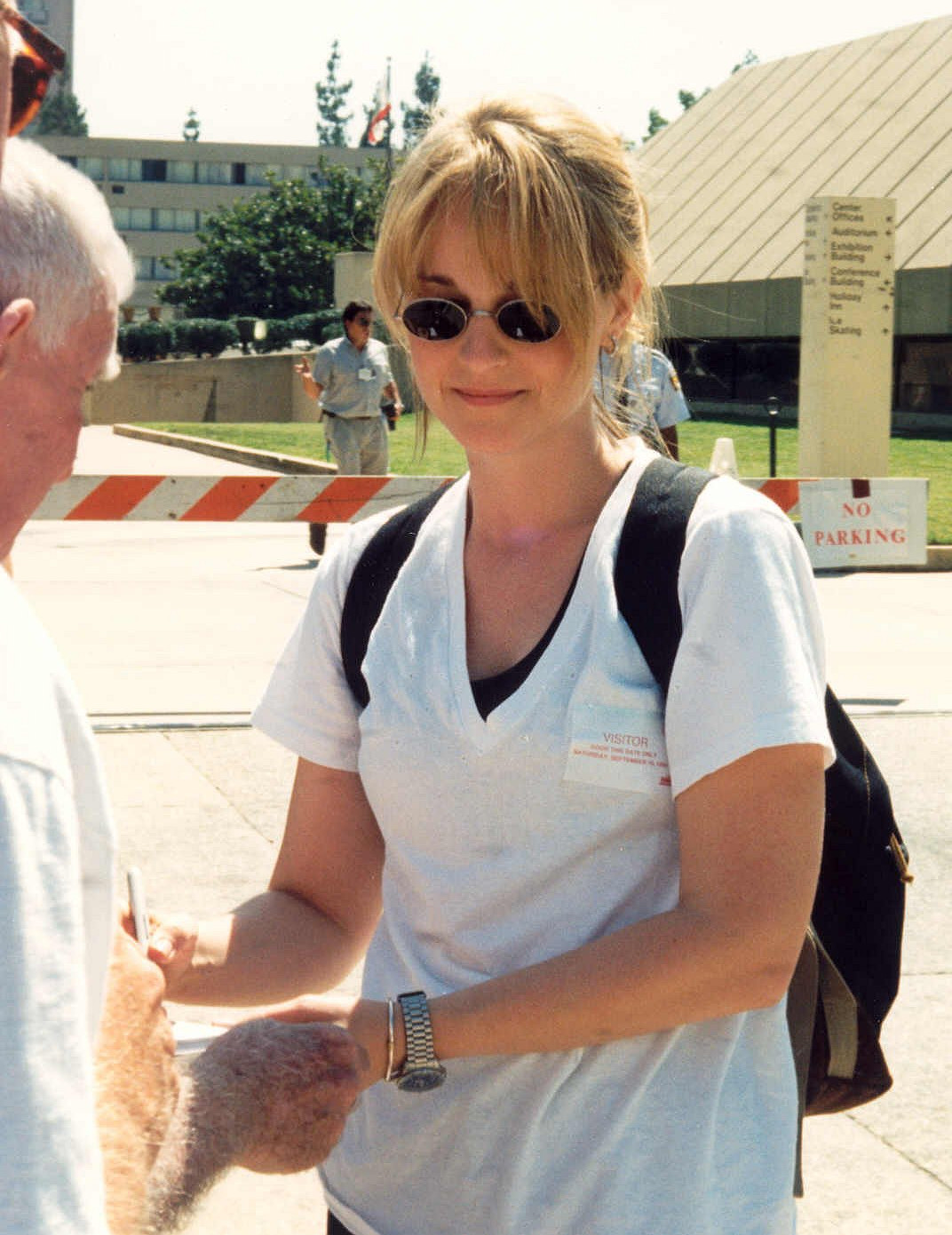
Helen Hunt en 1994.

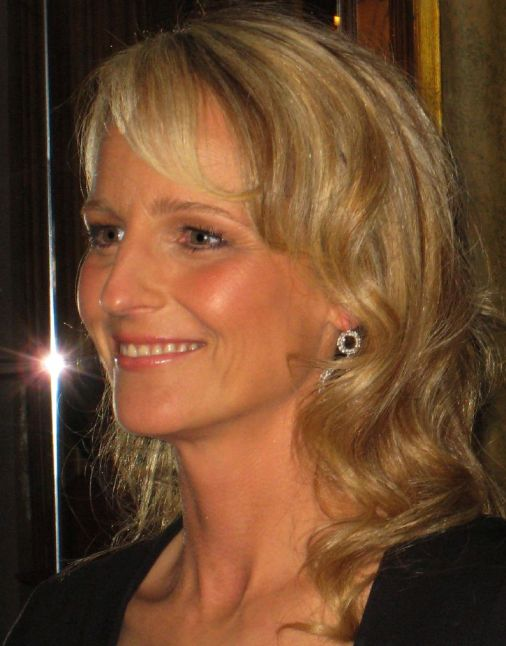
Helen Hunt au Festival international du film de Toronto en 2007.

##### Longs métrages
- 1977 : Le Toboggan de la mort (Rollercoaster) de James Goldstone : Tracy Calder
- 1984 : Future Cop (Trancers) de Charles Band : Leena
- 1985 : School Girls (Girls Just Want to Have Fun) d'Alan Metter : Lynne
- 1986 : The Frog Prince de Jackson Hunsicker : Henrietta
- 1986 : Peggy Sue s'est mariée (Peggy Sue Got Married) de Francis Ford Coppola : Beth Bodell
- 1987 : Project X de Jonathan Kaplan : Teri
- 1988 : Rien à perdre (Miles from Home) de Gary Sinise : Jennifer
- 1988 : La Mémoire brisée (Stealing Home) de Steven Kampmann : Hope Wyatt
- 1989 : Un flic à Chicago (Next of Kin) de John Irvin : Jessie Gates
- 1991 : Future Cop 2 (Trancers II) de Charles Band : Lena Deth
- 1992 : The Waterdance de Neal Jimenez et Michael Steinberg : Anna
- 1992 : Only You (en) de Betty Thomas : Clare Enfield
- 1992 : Bob Roberts de Tim Robbins : Rose Pondell
- 1992 : Mr. Saturday Night de Billy Crystal : Annie Wells
- 1992 : Future Cop 3 (Trancers III) de C. Courtney Joyner : Lena Deth
- 1995 : Kiss of Death de Barbet Schroeder : Bev Kilmartin
- 1996 : Twister de Jan de Bont : Dr Jo Harding
- 1997 : Pour le pire et pour le meilleur (As Good as It Gets) de James L. Brooks : Carol Connelly
- 2000 : Docteur T et les Femmes (Dr. T and the Women) de Robert Altman : Bree
- 2000 : Ce que veulent les femmes (What Women Want) de Nancy Meyers : Darcy McGuire
- 2000 : Un monde meilleur (Pay It Forward) de Mimi Leder : Arlene McKinney
- 2000 : Seul au monde (Cast Away) de Robert Zemeckis : Kelly Frears
- 2001 : Le Sortilège du scorpion de jade (The Curse of the Jade Scorpion) de Woody Allen : Betty Ann Fitzgerald
- 2004 : La Séductrice (A Good Woman) de Mike Barker : Mme Erlynne
- 2006 : Bobby d'Emilio Estevez : Samantha Stevens
- 2007 : Une histoire de famille (Then She Found Me) d'elle-même : April Epner
- 2009 : Every Day (en) de Richard Levine : Jeannie
- 2011 : Soul Surfer de Sean McNamara : Cheri Hamilton
- 2012 : The Sessions de Ben Lewin : Cheryl Cohen-Greene
- 2013 : Decoding Annie Parker de Steven Bernstein : Dr Mary-Claire King
- 2015 : Ride d'elle-même : Jackie
- 2017 : I Love You, Daddy de Louis C.K. : Aura Topher
- 2018 : Candy Jar (en) de Ben Shelton : Kathy
- 2018 : The Miracle Season de Sean McNamara : Kathy Bresnahan
- 2019 : I See You d'Adam Randall : Jackie Harper
- 2020 : The Night Clerk de Michael Cristofer : Ethel Bromley
- 2021 : How It Ends de Daryl Wein et Zoe Lister-Jones : Lucinda

##### Courts métrages
- 1985 : Waiting to Act de John Putch : Tracy
- 1987 : The Nativity de Don Lusk et Ray Patterson : Mary (voix ; vidéo)
- 1988 : Trancers: City of Lost Angels de Charles Band : Leena
- 1993 : Sexual Healing de Howard Cushnir : Rene
- 1998 : Chicken Little de Don Duga et Irra Verbitsky (voix)

#### Télévisions

##### Téléfilms
- 1973 : Pioneer Woman de Buzz Kulik : Sarah Sargeant
- 1975 : All Together Now de Randal Kleiser : Susan Lindsay
- 1975 : Death Scream de Richard T. Heffron : Teila Rodriguez
- 1976 : Having Babies de Robert Day : Sharon McNamara
- 1977 : The Spell de Lee Philips : Kristina Matchett
- 1979 : Transplant de William A. Graham : Janice Hurley
- 1981 : Angel Dusted de Dick Lowry : Lizzie Eaton
- 1981 : La Rage de vaincre (The Miracle of Kathy Miller) de Robert Michael Lewis : Kathy Miller
- 1981 : Child Bride of Short Creek de Robert Michael Lewis : Naomi
- 1982 : Desperate Lives de Robert Michael Lewis : Sandy Cameron
- 1983 : Bill: On his own de Anthony Page : Jenny Wells
- 1983 : Quaterback Princess de Noel Black : Tami Maida
- 1983 : Les Disparues (Choices of the Heart) de Joseph Sargent : Cathy
- 1984 : Douce Revanche (Sweet Revenge) de David Greene : Debbie Markham
- 1988 : Shooter de Gary Nelson : Tracey
- 1988 : Accident à Dark River (Incident at Dark River de Michael Pressman : Jesse McCandless
- 1991 : Into the Badlands de Sam Pillsbury : Blossom
- 1991 : Murder in New Hampshire: The Pamela Smart Story de Joyce Chopra : Pamela Smart
- 1993 : Obscures révélations (In the Company of Darkness) de David Anspaugh : Gina Pulasky
- 1998 : Twelfth Night, or What You Will de[Qui ?] : Viola

#### Séries télévisées
- 1974-1975 : Amy Prentiss : Jill Prentiss (3 épisodes)
- 1975-1976 : Les Robinson suisses (The Swiss Family Robinson) : Helga Wagner (20 épisodes)
- 1976 : Ark II : Diana (saison 1, épisode 5 : Omega)
- 1976 : Family : Robin Trask (saison 2, épisode 3 : Home Movie)
- 1977 : The Mary Tyler Moore Show : Laurie Slaughter (saison 7, épisode 20 : Murray Ghosts for Ted)
- 1977 : Family : Tracey Palmer (saison 3, épisode 6 : We Love You, Miss Jessup)
- 1977-1978 : The Fitzpatricks : Kerry Gerardi (9 épisodes)
- 1978 : Super Jaimie (The Bionic Woman) : la princesse Aura (saison 3, épisode 16 : Sanctuary Earth)
- 1980 : Drôle de vie (The Facts of Life) : Emily (saison 1, épisode 13 : Dope)
- 1980 : Family : Sandy (saison 5, épisode 5 : Hard Times)
- 1980 : Côte Ouest (Knots Landing) : Betsy (non crédité ; 2 épisodes)
- 1981 : Côte Ouest (Knots Landing) : Brenda (saison 2, épisode 6 : Step One)
- 1981 : CBS Afternoon Playhouse : Phoebe (saison 3, épisode 2 : I Think I'm Having a Baby)
- 1981 : Darkroom : Nancy Lawrence (saison 1, épisode 3 : The Bogeyman Will Get You)
- 1981 : The Two of Us : Chrissie (saison 2, épisode 10 : The Christmas Thief)
- 1982 : Allô Nelly bobo (Gimme a Break!) : Valerie (saison 1, épisode 19 : An Unmarried Couple)
- 1982-1983 : It Takes Two : Lisa Quinn (22 épisodes)
- 1982 : American Playhouse : Sarah (saison 1, épisode 15 : Weekend)
- 1984-1986 : Hôpital St Elsewhere (St Elsewhere) : Clancy Williams (8 épisodes)
- 1985 : Les Routes du paradis (Highway to Heaven) : Lizzy MacGill (2 épisodes)
- 1985-1986 : Galtar et la Lance d'or (Galtar and the Golden Lance) : Rava (21 épisodes)
- 1986 : La Grande Aventure de la Bible (The Greatest Adventure: Stories from the Bible) : Marie / la femme de Jérusalem (voix ; 2 épisodes)
- 1987 : Le Voyageur (The Hitchhiker) : Donette (saison 4, épisode 4 : Why Are You Here?)
- 1989 : American Playhouse : Mary Austin (saison 8, épisode 13 : Land of Little Rain)
- 1990 : China Beach : Amanda « Sissy » Simpson (saison 3, épisode 17 : The Thanks of a Grateful Nation)
- 1990 : The Trials of Rosie O'Neill : Bridget Kane (saison 1, épisode 6 : An Act of Love)
- 1991 : My Life and Times : Rebecca Miller (6 épisodes)
- 1992-2019 : Dingue de toi (Mad About You) : Jamie Stemple-Buchman (174 épisodes)
- 1992 : Des souris à la Maison-Blanche (Capitol Critters) (voix ; saison 1, épisode 8 : Into the Woods)
- 1993 : The Wild West : Abbie Bright (voix ; saison 1, épisode 1 : Cowboys/Settlers)
- 1993 : The Larry Sanders Show : elle-même (saison 2, épisode 2 : The Breakdown: Part 2)
- 1995 : Friends : Jamie Buchman (saison 1, épisode 16 : The One with Two Parts: Part 1)
- 1998 : Les Simpson (The Simpsons) : Renee (voix ; saison 9, épisode 16 : Dumbbell Indemnity)
- 1998 : Ellen : la femme en test d'écran (saison 5, épisode 19 : Ellen: A Hollywood Tribute: Part 1)
- 2005 : Empire Falls : Janine Roby (mini-série ; 2 épisodes)
- 2017 : Shots Fired : la gouvernatrice Patricia Eamons (10 épisodes)
- 2019 : World on Fire : Nancy Campbell (mini-série, 7 épisodes)
- 2021 : Blindspotting : Rainey (6 épisodes)

### En tant que productrice

#### Télévision

##### Série télévisée
- 1996-2019 : Dingue de toi (Mad About You) (89 épisodes)

#### Cinéma

##### Longs métrages
- 2007 : Une histoire de famille (Then She Found Me) d'elle-même
- 2014 : Ride d'elle-même

### En tant que réalisatrice

#### Télévision

##### Séries télévisées
- 1998-2019 : Dingue de toi (Mad About You) (6 épisodes)
- 2011 : The Paul Reiser Show (saison 1, épisode 3 : The Fedora)
- 2012 : Californication (saison 5, épisode 9 : At the Movies)
- 2013-2015 : Revenge (2 épisodes)
- 2016 : House of Lies (saison 5, épisode 9 : Violent Agreement)
- 2016 : This Is Us (saison 1, épisode 10 : Last Christmas)
- 2016 : Life in Pieces (2 épisodes)
- 2017 : Feud (saison 1, épisode 7 : Abandoned!)
- 2018 : Splitting Up Together (saison 1, épisode 4 : Soups Jealous)
- 2018 : American Housewife (4 épisodes)
- 2019 : The Politician (saison 1, épisode 4 : Gone Girl)

#### Cinéma

##### Longs métrages
- 2007 : Une histoire de famille (Then She Found Me)
- 2014 : Ride

### En tant que scénariste

#### Télévision

##### Série télévisée
- 1999-2019 : Dingue de toi (Mad About You) (3 épisodes)

#### Cinéma

##### Longs métrages
- 2007 : Une histoire de famille (Then She Found Me) d'elle-même
- 2014 : Ride d'elle-même

## Distinctions

### Oscar
| Année | Récompense                            | Film                             | Reçue ?  |
| ----- | ------------------------------------- | -------------------------------- | -------- |
| 1998  | Meilleure actrice                     | Pour le pire et pour le meilleur | Gagnante |
| 2013  | Meilleure actrice dans un second rôle | The Sessions                     | Nommée   |

### Golden Globe
| Année | Récompense                                    | Film/Série                       | Reçue ?  |
| ----- | --------------------------------------------- | -------------------------------- | -------- |
| 1993  | Meilleure actrice - Série musicale ou comique | Dingue de toi                    | Nommée   |
| 1994  | Meilleure actrice - Série musicale ou comique | Dingue de toi                    | Gagnante |
| 1995  | Meilleure actrice - Série musicale ou comique | Dingue de toi                    | Gagnante |
| 1996  | Meilleure actrice - Série musicale ou comique | Dingue de toi                    | Nommée   |
| 1997  | Meilleure actrice - Série musicale ou comique | Dingue de toi                    | Gagnante |
| 1998  | Meilleure actrice - Série musicale ou comique | Dingue de toi                    | Nommée   |
| 1998  | Meilleure actrice - Film musical ou comédie   | Pour le pire et pour le meilleur | Gagnante |

### Emmy Award
| Année | Récompense                        | Série         | Reçue ?  |
| ----- | --------------------------------- | ------------- | -------- |
| 1993  | Meilleure actrice - Série comique | Dingue de toi | Nommée   |
| 1994  | Meilleure actrice - Série comique | Dingue de toi | Nommée   |
| 1995  | Meilleure actrice - Série comique | Dingue de toi | Nommée   |
| 1996  | Meilleure actrice - Série comique | Dingue de toi | Gagnante |
| 1997  | Meilleure actrice - Série comique | Dingue de toi | Gagnante |
| 1998  | Meilleure actrice - Série comique | Dingue de toi | Gagnante |
| 1999  | Meilleure actrice - Série comique | Dingue de toi | Gagnante |

### St. Louis Film Critics Association Awards
| Année | Récompense                            | Série        | Reçue ?  |
| ----- | ------------------------------------- | ------------ | -------- |
| 2012  | Meilleure actrice dans un second rôle | The Sessions | Gagnante |

### Nevada Film Critics Society Awards
| Année | Récompense        | Série        | Reçue ?  |
| ----- | ----------------- | ------------ | -------- |
| 2012  | Meilleure actrice | The Sessions | Gagnante |

## Voix françaises
En France, Josiane Pinson et Danièle Douet sont les voix françaises les plus régulières d'Helen Hunt.
| - Danièle Douet dans : - Dingue de toi (série télévisée) - Le Sortilège du scorpion de jade - La Séductrice - Bobby - Shots Fired (série télévisée) - Blindspotting (série télévisée) - Hacks (série télévisée) - Josiane Pinson dans : - Pour le pire et pour le meilleur - Seul au monde - Ce que veulent les femmes - Docteur T et les Femmes - The Night Clerk - How It Ends - Un monde en feu (série télévisée) | - Michèle Buzynski dans : - Trancers III - Obscures révélations (téléfilm) Et aussi - Anne Canovas dans Un monde meilleur - Sylvie Santelli dans I See You - Séverine Ziegler dans Le Toboggan de la mort - Isabelle Ganz dans School Girls - Joëlle Guigui dans Rien à perdre - Virginie Méry dans Friends (série télévisée) - Brigitte Berges dans Twister - Nathalie Homs dans Empire Falls (mini-série) |

## Anecdotes
- Elle a donné 100 000 $ pour défendre la cause du Screen Actors Guild.
- Plus de 25 millions de téléspectateurs ont regardé sa performance dans un épisode de Dingue de toi intitulé « La Naissance ».
- Candice Bergen de Murphy Brown a parlé d'elle comme son « héroïne » lors de son discours aux Emmy Awards.
- Le prénom de sa fille, Makena'lei, vient d'un village au Maui à Hawaï.
- Le militantisme de gauche de Helen Hunt a été parodié dans Team America, police du monde.
- Dans South Park, saison 7, épisode 4, Cartman fait allusion à elle avec la phrase « Je suis coincé dans le trou du c*l d'Helen Hunt ! » étant coincé dans un appareil « alien » visqueux et étroit.